# Idrottsklubben Frej
L'Idrottsklubben Frej (meglio noto come IK Frej o semplicemente Frej) è una società calcistica svedese con sede a Täby kyrkby, area della cittadina di Täby, pochi chilometri a nord di Stoccolma. Disputa le proprie partite casalinghe al Vikingavallen.

## Storia
Il club venne fondato nel 1968 da Åke Berghagen e da un gruppo di amici, che denominarono la squadra in onore della divinità della mitologia norrena Freyr (anche per via della presenza, in zona, delle pietre runiche di Jarlabanke). Nel corso della sua storia ha militato principalmente nelle serie minori svedesi.
Al termine del campionato 2014 la squadra conquistò la prima storica partecipazione alla seconda serie nazionale battendo l'Öster in un doppio spareggio promozione/retrocessione (vittoria casalinga per 3-0, sconfitta indolore in trasferta per 3-2). Nella Superettan 2015 il Frej chiuse terzultimo e fu costretto agli spareggi contro l'Akropolis, ma riuscì a mantenere la categoria. I gialloneri ottennero la salvezza dopo gli spareggi di fine stagione anche nel 2017, mentre nel 2016 e nel 2018 era arrivata una salvezza diretta.
La parentesi quinquennale del club nel secondo campionato nazionale finì al termine della Superettan 2019, quando il doppio pareggio contro l'Umeå FC fece retrocedere il Frej per via della regola dei gol fuori casa. La stagione 2020 in terza serie si concluse con una salvezza.
Nel frattempo la società era gravata già da qualche anno da difficoltà economiche. Prima dell'inizio della stagione 2021, la dirigenza dell'Hammarby ottenne il via libera per trasformare il Frej nella squadra riserve dell'Hammarby: il nome del club cambiò così in Hammarby Talangfotbollsförening (Hammarby TFF) e le attività vennero spostate da Täby kyrkby a Stoccolma. Fu invece mantenuto il giallonero come colore della prima divisa, sia per omaggiare il Frej che per il fatto che l'Hammarby in passato aveva usato quella colorazione. A seguito dell'accordo, il Frej ripartì dal campionato di Division 4, la sesta serie nazionale, categoria in cui l'anno precedente la squadra riserve dell'Hammarby si era salvata.

## Palmarès

### Competizioni nazionali
- Division 2: 1

2010

### Altri piazzamenti
- Division 1:

Vittoria play-off: 2014